# Antonio Amorosi

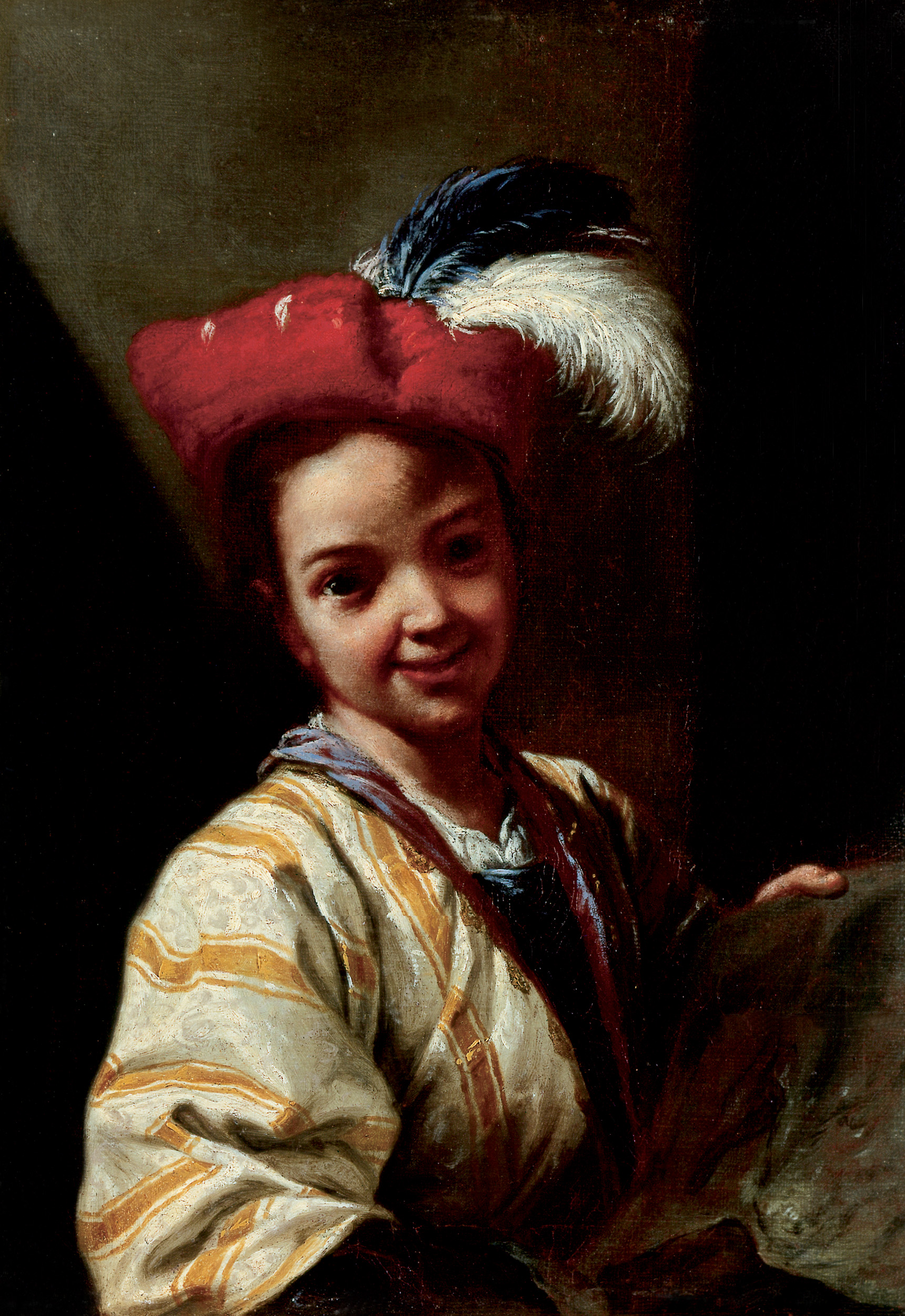
Noi amb dibuix, oli sobre tela, 45 x 32,5 cm. A la col·lecció de la Landesmuseum Joanneum

Antonio Amorosi (Comunanza, 1660-1738) fou un pintor italià de finals del Barroc, actiu a Ascoli Piceno i a Roma.
Amorosi va néixer a Comunanza, llavors part dels Estats Pontificis. El 1668 es va traslladar a Roma, on va ser entrenat per Giuseppe Ghezzi. La seva obra mostra motius similars als de la de Bamboccianti.
Al Museu Nacional d'Art de Catalunya es conserva una obra seva, Noia cosint, pintat cap al 1720 i provinent de la Col·lecció Thyssen-Bornemisza.